# شیطان از آکاساوا آمد
شیطان از آکاساوا آمد (آلمانی: Der Teufel kam aus Akasava) یک فیلم ماجراجویی جاسوسی آلمانی-اسپانیایی به کارگردانی خسوس فرانکو است که در سال ۱۹۷۱ منتشر شد.

## بازیگران
- سوله‌داد میراندا
- فرد ویلیامز
- هورست تاپرت
- اوا استرومبرگ
- والتر ریلا
- پل مولر
- بلاندین ابینر
- هوارد ورنون
- آلبرتو دالبِس